# Nikolai Woronkow
Nikolai Woronkow (russisch Николай Воронков; * 1883 in Vilnius, Russisches Kaiserreich; † im 20. Jahrhundert) war ein russischer Schwimmer.

## Karriere
Woronkow nahm 1912 an den Olympischen Spielen in Stockholm teil. Hier scheiterte er im Wettbewerb über 400 m Freistil im vierten Vorlauf am Halbfinaleinzug. Für die Wettkämpfe über 1500 m Freistil, sowie 200 m und 400 m Brust war der Schwimmer ebenfalls gemeldet, trat aber in allen nicht an.